# Желєзногорський Григорій Абрамович
Григо́рій Абра́мович Желєзного́рський (Айзенберг) (1896 , Тараща, Київська губернія  — 22 вересня 1938 , Київ ) — радянський юрист, прокурор Харківської губернії, голова Верховного Суду УСРР та генеральний прокурор УСРР.

## Біографія
Народився 1896 року в місті Таращі Київської губернії в єврейській родині зубного лікаря.
З вересня 1913 по травень 1916 року навчався в гімназії в Білій Церкві. Після закінчення гімназії в 1916 році давав приватні уроки.
У червні 1916 — березні 1917 року — студент медичного факультету Університету Святого Володимира в Києві, навчання не закінчив. У 1916 році був членом нелегального есерівського студентського осередку. З 1916 по грудень 1917 року — член Партії соціалістів-революціонерів (есерів).
У квітні — серпні 1917 року — член Білоцерківського виконавчого комітету Ради робітничих і солдатських депутатів, член продовольчої і санітарної комісій.
У 1917—1918 роках — фельдшер, лікарський помічник міської лікарні Києва.
З вересня 1917 по 1918 рік продовжував навчання на медичному факультеті Університету Святого Володимира в Києві.
З вересня по листопад 1917 року був членом виконавчого бюро рад Південного-Західного краю, членом Центральної Ради від рад робітничих та солдатських офіцерів.
У листопаді 1917 — лютому 1918 року — заступник голови, голова Білоцерківської ради робітничих і солдатських депутатів Київської губернії.
У 1917 році, після розколу партії есерів, приєднався до її лівого крила. Член Партії лівих соціалістів-революціонерів (ПЛСР) з грудня 1917 по березень 1919 року. З лютого 1918 по 1919 рік перебував на нелегальній роботі від ПЛСР у Таращі, Могилів-Подільському, Єлизаветграді та Києві.
З 1918 по лютий 1919 року навчався на юридичному факультеті Київського університету.
У лютому — серпні 1919 року — член комісії із ліквідації колишніх судових установ відділу юстиції Київської губернії, завідувач контрольно-слідчого відділу відділу юстиції Київської губернії.
Член РКП(б) з травня 1919 року.
У вересні 1919 — січні 1920 року — член слідчої комісії Московського революційного трибуналу; завідувач судового відділу відділу юстиції Московської губернії.
У січні — березні 1920 року — завідувач відділу юстиції Миколаївської губернії; голова партійно-слідчої комісії Миколаївського губернського комітету КП(б)У.
У травні — червні 1920 року — завідувач відділу юстиції Херсонської губернії і голова Херсонського губернського революційного трибуналу в місті Миколаєві.
У червні 1920 — 1922 року — завідувач контрольно-слідчого відділу Народного комісаріату юстиції Української СРР у Харкові.
До липня 1922 року — голова Верховного революційного трибуналу Української СРР.
У серпні 1922 — жовтні 1925 року — прокурор Харківської губернії.
У жовтні 1925 — березні 1926 року — прокурор Харківської округи.
У березні 1926 — травні 1934 року — помічник генерального прокурора Української СРР по нагляду за органами Державного політичного управління (ДПУ) УСРР. 
З 1930 по липень 1934 року — член особливої ради при колегії Державного політичного управління (ДПУ) УСРР. Брав безпосередню участь у масових репресіях.
17 червня 1934 — 5 вересня 1936 року — голова Верховного Суду Української СРР.
З 5 вересня 1936 по 20 серпня 1937 року — генеральний прокурор УСРР. У серпні 1937 року Желєзногорського звинувачують у троцькізмі та звільняють з посади.
З серпня 1937 по 25 квітня 1938 року працював юридичним радником (юрисконсультом) Народного комісаріату торгівлі УРСР.
25 квітня 1938 року Желєзногорського заарештовують, повторно звинувачують у троцькізмі та шпигунстві на користь Польщі та засуджують до смертної кари. 22 вересня 1938 року вирок було приведено в дію.
Реабілітований 24 листопада 1957 року Воєнною колегією Верховного суду СРСР.